# 후허하오터 지하철
후허하오터 지하철(중국어 간체자: 呼和浩特地铁, 정체자: 呼和浩特地鐵)은 중화인민공화국 내몽골 자치구 후허하오터시의 도시 철도이다.

## 노선
- 후허하오터 지하철 1호선

## 같이 보기
- 지하철 목록